# Менхэден Гюнтера
Менхэден Гюнтера (лат. Brevoortia gunteri) — вид морских и пресноводных лучепёрых рыб из семейства сельдевых. Обитают в Мексиканском заливе.

## Описание
В длину достигают 33 см. За жаберными лепестками всего одно чёрное пятно. Плавники тусклые или жёлтые. 

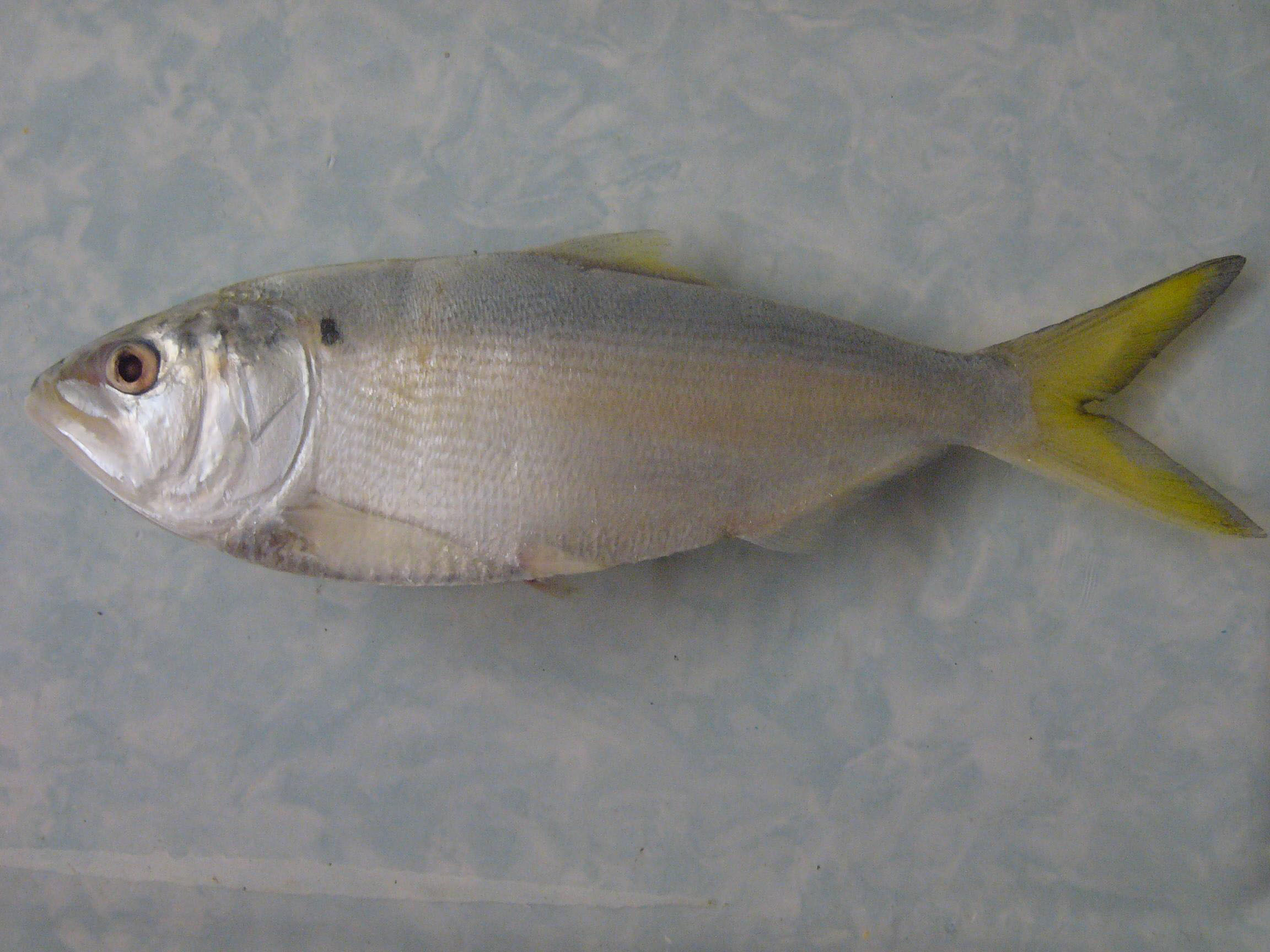
Менхэден Гюнтера

## Экология
В прибрежных водах сбиваются в косяки. Питаются планктоном.
Эктопаразит Lernanthropus brevoortiae паразитирует на жабрах данного вида рыб.